# 48 هـ
48 هـ هي سنة في التقويم الهجري امتدت مقابلةً في التقويم الميلادي بين سنتي 668 و669.

## وفيات
- يعلى بن أمية التميمي من مشاهير الصحابة.
- عمرة بنت مرداس